# Monumentul funerar al criticului literar Vasile Coroban (Camenca)
Monumentul funerar al criticului literar Vasile Coroban este un monument amplasat în Camenca, raionul Glodeni, Republica Moldova. Este un monument istoric de importanță națională inclus în Registrul monumentelor Republicii Moldova ocrotite de stat cu nr. 1513 (raionul Glodeni). Datează din 1984.